# El proyecto Venus (ciencia)
El proyecto Venus fue un proyecto del siglo XVIII en el que colaboraron varios países europeos (Inglaterra y Francia principalmente) con el objetivo de escrutar el último tránsito de Venus que ha tenido lugar. Este proyecto ha tenido enormes repercusiones en la ciencia contemporánea, pues permitió calcular las distancias absolutas entre los astros del sistema solar; además, se tomó como unidad astronómica desde entonces los 154.300.000 km que separan a la Tierra del Sol. Fue un evento internacional para el cual tuvieron que viajar vastas distancias (desde 70 observatorios improvisados) para que la observación desde varios puntos permitiera el cálculo necesario.

## Filmografía documental
- Historia de la Humanidad. Capítulo 01 - Ciencia e ilustración: el tránsito de Venus.

- Datos: Q5637915